# Vitor Cheung Lup Kwan
Vitor Cheung Lup Kwan, foi um dirigente esportivo chinês do futebol, presidente da Associação de Futebol de Macau entre os anos de 2013 e 2017.
1. ↑    - opensactions. «Presidente». Consultado em 4 de dezembro de 2022